# Список Героев Социалистического Труда (Певцов — Пиянов)
Эта страница является частью списка Героев Социалистического Труда и перечисляет в алфавитном порядке лиц, удостоенных звания Героя Социалистического Труда, чьи фамилии начинаются с буквы «П», от Певцов до Пиянов.
- Список не включает дважды и трижды Героев Социалистического Труда, а также лиц, лишённых этого звания.
- Список содержит информацию о датах жизни, роде деятельности и дате присвоения звания Героя.
- Герои, удостоенные звания посмертно, выделены в списке  серым цветом .
- Герои, сменившие фамилию после присвоения звания, приводятся в списках дважды, при этом строка с новой фамилией выделяется  бежевым цветом  и не имеет номера.

## Список людей, фамилии которых начинаются с «П»
| Навигационная таблица | Навигационная таблица |
| --------------------- | --------------------- |
| «П»                   | Паап — Пащенко        |
| «П»                   | Певцов — Пиянов       |
| «П»                   | Плавский — Полянский  |
| «П»                   | Помазан — Пошивайлов  |
| «П»                   | Правдюк — Пятница     |

| Навигационная таблица | Навигационная таблица |
| --------------------- | --------------------- |
| «П»                   | Паап — Пащенко        |
| «П»                   | Певцов — Пиянов       |
| «П»                   | Плавский — Полянский  |
| «П»                   | Помазан — Пошивайлов  |
| «П»                   | Правдюк — Пятница     |